# The Beauty of Gemina
The Beauty of Gemina är ett schweiziskt darkwave/alternativ rockband från Zürich som grundades år 2006 av Michael Sele efter upplösningen av hans förra band Nuuk.

## Medlemmar
- Michael Sele - sång, gitarr och synthar.
- Mac Vinzens - trummor.
- Andi Zuber - bas. (2014-)
- Ariel Rossi - gitarr. (2016-)

### Tidigare medlemmar
- Martin Luzio - bas. (2006-2008)
- David Vetsch - bas. (2009-2013)
- Dave Meier - bas. (2013-2014)
- Marco Gassner - gitarr. (2013-2015)
- Simon Ambühl - gitarr. (2015-2016)

### Live medlemmar
- Dennis Mungo - gitarr. (?-2013)
- Markus Stauffacher - bas. (2017-)

## Diskografi
- Diary of a Lost (2006)
- A Stranger to Tears (2008)
- At the End of the Sea (2010)
- Iscariot Blues (2012)
- The Myrrh Sessions (2013)
- Ghost Prayers (2014)
- Minor Sun (2016)
- Flying with the Owl (2018)
- Skeleton Dreams (2020)
- Songs of Homecoming (2024)

### Musikvideor
- 2006: Suicide Landscape
- 2008: This Time
- 2008: Into Black
- 2010: Rumours
- 2010: Galilee Song
- 2012: Stairs
- 2013: Dark Rain
- 2013: Mariannah
- 2014: Darkness
- 2016: Crossroads
- 2017: Silent Land
- 2018: Ghosts
- 2019: River
- 2020: Apologise
- 2020: A Night Like This
- 2020: Friends Of Mine
- 2023: When The Night Is Back In Me'
- 2023: One Step To Heaven 2023
- 2024: Whispers Of The Season